# Madison, Georgia
Madison är administrativ huvudort i Morgan County i Georgia. Orten har fått sitt namn efter James Madison. Enligt 2010 års folkräkning hade Madison 3 979 invånare.